# Liste des avions de la Luftwaffe

## Chasseurs

### Messerschmitt Bf 109
Le Messerschmitt Bf 109 domina incontestablement la première année de la guerre dans le monde des chasseurs. Ses performances surpassaient celles de tous ses adversaires. Seul le Spitfire put faire jeu égal avec lui pendant la bataille d'Angleterre.
À partir de 1941, sa domination est moins nette en occident, mais il domine le front Est et le théâtre méditerranéen.
En 1943, son âge d'or est définitivement terminé. Le Fw 190 lui est largement supérieur à moyenne et basse altitude et les chasseurs occidentaux n'ont plus de complexes à faire face à lui.
Il se maintient pourtant en première ligne car il est le seul monomoteur de la Luftwaffe à pouvoir s'attaquer aux formations de bombardiers stratégiques volant à haute altitude.

En 1945, cet avion vieux de huit ans n'avait plus une carrière très longue devant lui. De bien meilleurs modèles commençaient à sortir en quantité des chaînes de montage. La longévité du Bf-109 après 1943 tient moins à ses qualités qu'à l'imprévoyance du haut-commandement de la Luftwaffe qui ne lui a pas préparé de successeur à temps.
Production

Depuis: mai 1937

Jusque: mai 1945

Quantité: 35 000 exemplaires

Premier vol: Jeudi 5 septembre 1935

#### Bf-109 A
- bf-109 A-0

#### Bf-109 B
- Bf-109 présérie

- Bf-109 B

#### Bf-109 C
- Bf-109 présérie

- Bf-109 C-2, C-3, C-4

#### Bf-109 D
- Bf-109 présérie

- Bf-109 D-2, D-3

#### Bf-109 E
- Bf-109 E-1, E-3, E-4, E-7

#### Bf-109 F
- Bf-109 présérie F-O

- Bf-109 F-1, F-2, F-3, F-4, F-5, F-6, F-7

- Bf-109 H-0 et H-1

#### Bf-109 G
- Bf-109 présérie G-0

- Bf-109 G-1, G-2, G-3, G-4, G-5, G-6, G-8, G-10, G-12, G-14, G-16

#### Bf-109 K
- Bf-109 présérie K-0
- Bf-109 K-2, K-3, K-4, K-6, K-8, K-10, K-14

### Autres chasseurs
- Focke-Wulf Fw 190A et D
- Focke-Wulf Ta 152
- Heinkel He 162
- Dornier Do 335
- Heinkel He 51
- Heinkel He 100
- Heinkel He 112
- Heinkel He 280
- Messerscmitt Me 309
- Messerschmitt Me 409
- Messerscmitt Me 209 II

### Chasseurs lourds

#### Messerschmitt Bf 110
Le Messerschmitt Bf 110 semblait, pendant les premiers mois de la guerre, pouvoir rivaliser avec le Bf 109 pour le titre du meilleur chasseur. Il était en effet mieux armé et doté d'un rayon d'action supérieur. Les campagnes de Pologne et de France ne les départagèrent pas. Ce fut la bataille d'Angleterre qui marqua l'abîme qui les séparaient : incapable de rivaliser en combat tournoyant, le Bf 110 se fit massacrer par les Spitfire et les Hurricane anglais. Il fallut affecter des Bf-109 à leur escorte !
Cela ne mit pourtant pas fin à leur carrière. Il restait des régions où l'opposition aérienne était moindre et les qualités du Me 110 appréciées (Balkans, Russie). Il reçut également de nouvelles missions, d'abord comme chasseur bombardier pour l'appui tactique, puis comme chasseur de nuit (parfois de jour aussi) contre les bombardiers lourds. L'échec du Me 210 en 1941 permit au Bf 110 de rester en production jusqu'en mars 1945, alors qu'il était dépassé depuis près de quatre ans.
Production
Depuis : février 1939
Jusque : mars 1945
Quantité : 6 050 exemplaires
Premier vol : Mardi 12 mai 1936

### Autres chasseurs lourds
- Messerschmitt Me 210
- Messerschmitt Me 310
- Messerschmitt Me 410
- Messerschmitt Me 262A1
- Messerschmitt Me 609
- Messerscmitt Me 329
- Messerschmitt Me 265
- Arado Ar 240
- Arado Ar 440
- Focke-Wulf Fw 187
- Junker Ju 88
- Junker Ju 635
- Dornier Do 335

### Chasseurs de nuit
- Heinkel He 219
- Messerschmitt me 119
- Focke-Wulf Ta 154
- Dornier Do 235
- Junkers Ju 388 J
- Junker Ju 88 G

### Chasseurs-Bombardiers
- Focke-Wulf Fw 190F et Fw 190G
- Junkers Ju 88 C

### Chasseur de haute altitude
- Blohm & Voss BV 155

## Bombardiers

### Bombardiers légers
- Heinkel He 45
- Messerschmitt Me 262A-2a/U2
- Messerschmitt Me 410 A-1, version bombardier à haute vitesse du Me 410A. Il reçoit plusieurs sous-variantes par le biais des Umrustbausatz (avec des suffixes en U correspondants).
- Arado Ar 234
- Messerschmitt Bf 162

### Bombardiers moyens
- Dornier Do 17
- Dornier Do 215
- Dornier Do 217
- Heinkel He 111
- Junkers Ju 86
- Junkers Ju 88
- Junkers Ju 188
- Junker Ju 288
- Junkers Ju 388 K

### Bombardiers lourds
- Heinkel He 177
- Heinkel He 274
- Heinkel He 277
- Messerschmitt Me 264
- Junker Ju 89
- Junker Ju 287
- Junker Ju 488
- Junker Ju 390
- Dornier Do 317

### Bombardiers en piqués
- Henschel Hs 123
- Junkers Ju 87
- Henschel Hs 132

### Bombardiers de nuit
- Heinkel HE 111
- Dornier DO 17
- Junker JU 88
- Focke-wulf Fw 190G

### Bombardiers de reconnaissance
- Arado Ar 234
- Junker Ju 88

## Missions diverses

### Avions de reconnaissance
- Focke-Wulf Fw 189
- Dornier DO 215
- Arado Ar 234
- Junkers Ju 388 L
- Messerscmitt Me 261
- messerschmitt bf 161

### Avions anti-chars
- Henschel Hs129 B2/Wa et B3/Wa
- Junkers Ju 87G
- Junker Ju 88

### Avions d'attaque au sol
- Henschel Hs 129
- Focke-Wulf Fw 189
- Heinkel He 51
- Heinkel He 112
- Junker Ju 288
- Messerscmit Me 329
- Messerscmitt Bf 110

### Avions de harcèlement nocturne
- Fiat CR.42LW
- Junkers Ju 87D-7 et D-8

## Avions maritimes

### Patrouilleurs maritimes
- Focke-Wulf Fw 200
- Blohm & Voss BV 138
- Dornier Do 18
- Junker Ju 88
- Junker Ju 290

### Avions d'attaque anti-navire et torpilleurs
- Heinkel He 111H6
- Junkers Ju 88
- Focke-Wulf Fw 200
- Heinkel He 177

## Jet et avions fusée
- Bachem BA 349
- Heinkel HE 162
- Henschel Hs 132
- Junker Ju 287
- Messerschmitt ME 163
- Messerschmitt ME 262
- Messerschmitt me 263 / Junkers Ju 248
- Messerschmitt Me 263
- Messerschmitt Me 328
- Messerschmitt P.1110
- Messerschmitt P;1111

## Autres type d'avions de la Luftwaffe

### Planeurs
- DFS 230
- Messerschmitt Me 321
- Blohm & Voss BV 40

### Avions de liaison
- Fieseler Fi 156
- Messerschmitt Bf 108

### Avions de transport
- Junkers Ju 52
- Junkers Ju 252
- Junkers Ju 290
- Junker Ju 352
- Lioré et Olivier LeO 451
- Messerschmitt Me 323
- Focke-Wulf Fw 200
- Heinkel He 177